# フィニー郡 (カンザス州)
フィニー郡（英: Finney County）は、アメリカ合衆国カンザス州の西部に位置する郡である。2010年国勢調査での人口は36,776人であり、2000年の40,523人から9.2%減少した。郡庁所在地はガーデンシティであり同郡で人口最大の都市である。フィニー郡はその全体でガーデンシティ小都市圏を構成している。

## 歴史

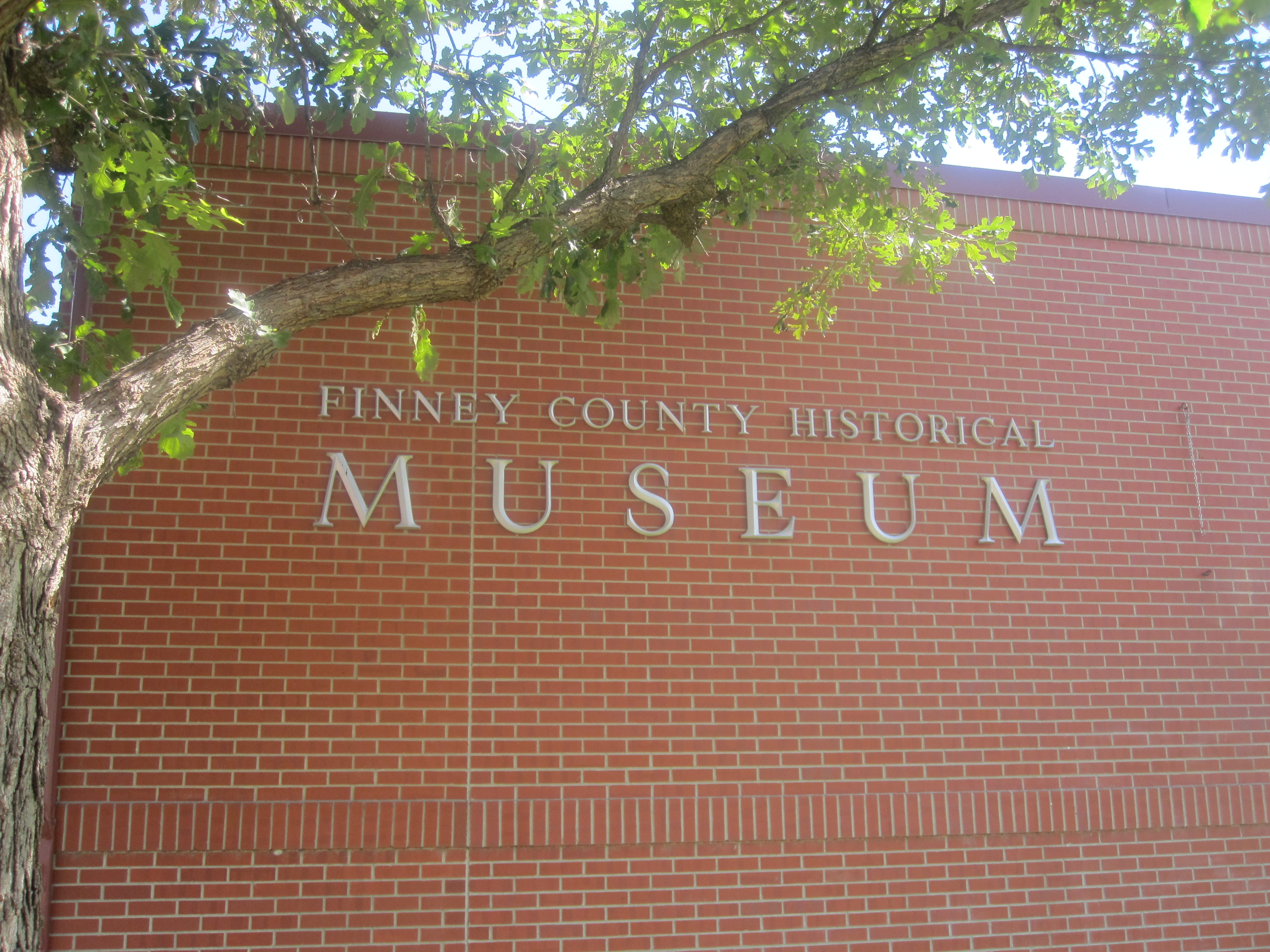
フィニー郡歴史博物館、ガーデンシティ市のフィナップ公園にある

フィニー郡は1880年頃にバッファロー郡とセコイア郡としてその歴史が始まった。セコイア郡はチェロキー文字を開発したチェロキー族インディアンであるシクウォイアの名前から採られた。この2つの郡を1つにして、州副知事であるデイビッド・ウェズレー・フィニーに因み、フィニー郡と改名された。1893年にガーフィールド郡を併合して現在の領域になった。郡東側の縦長矩形部に北東側の矩形がくっついた形になっているが、これがかつてガーフィールド郡だった領域であり、現在ではガーフィールド郡区が一部を占めている。
ガーデンシティの共同設立者であるチャールズ・"バッファロー"・ジョーンズは、フィニー郡選出の初代カンザス州下院議員だった。ジョーンズはバッファローを絶滅から救った功績で知られている。
2007年から2008年の間に白人の人口構成比が50%を割り、フィニー郡は最大多数の人種が半数を割り込んだ。

## 法と政府
フィニー郡はアルコールを禁じる、すなわち「ドライ」の郡だったが、1986年にカンザス州憲法が修正され、住民は投票で個人が嗜むアルコール飲料の販売を承認した。ただし、食料販売量の30%までという制限が付いた。

## 地理
アメリカ合衆国国勢調査局に拠れば、郡域全面積は1,302.62平方マイル (3,373.8 km2)であり、このうち陸地は1,301.77平方マイル (3,371.6 km2)、水域は0.84平方マイル (2.2 km2)で水域率は0.06%である。

### 隣接する郡
- スコット郡 - 北
- レーン郡 - 北
- ネス郡 - 北東
- ホッジマン郡 - 東
- ハスケル郡 - 南
- グレイ郡 - 南
- グラント郡 - 南西
- カーニー郡 - 西

## 人口動態

2000人口ピラミッド

以下は2000年国勢調査による人口統計データである。
| 基礎データ - 人口: 40,523人 - 世帯数: 12,948 世帯 - 家族数: 9,749 家族 - 人口密度: 12人/km2（31人/mi2） - 住居数: 13,763軒 - 住居密度: 4軒/km2（11軒/mi2） 人種別人口構成 - 白人: 69.05% - アフリカン・アメリカン: 1.25% - ネイティブ・アメリカン: 0.96% - アジア人: 2.87% - 太平洋諸島系: 0.08% - その他の人種: 22.99% - 混血: 2.80% - ヒスパニック・ラテン系: 43.30% 年齢別人口構成 - 18歳未満: 34.3% - 18-24歳: 11.0% - 25-44歳: 31.1% - 45-64歳: 16.6% - 65歳以上: 7.0% - 年齢の中央値: 28歳 - 性比（女性100人あたり男性の人口） - 総人口: 104.2 - 18歳以上: 103.3 | 世帯と家族（対世帯数） - 18歳未満の子供がいる: 46.0% - 結婚・同居している夫婦: 59.8% - 未婚・離婚・死別女性が世帯主: 10.5% - 非家族世帯: 24.7% - 単身世帯: 19.6% - 65歳以上の老人1人暮らし: 6.3% - 平均構成人数 - 世帯: 3.09人 - 家族: 3.55人 収入と家計 - 収入の中央値 - 世帯: 38,474米ドル - 家族: 42,839米ドル - 性別 - 男性: 29,948米ドル - 女性: 21,510米ドル - 人口1人あたり収入: 15,377米ドル - 貧困線以下 - 対人口: 14.2% - 対家族数: 10.0% - 18歳未満: 18.6% - 65歳以上: 10.7% |

## 都市と町

### 法人化された都市
都市名の後の数字は2010年国勢調査での人口を示す。
- ガーデンシティ, 26,658 - 郡庁所在地
- ホルコーム, 2,094

| - フレンド - カルベスタ - クノーストン - ロー - マンスフィールド - ピアースビル - ピット - プライメル - リッチャル - ロドキー | - アマゾン - エミネンス - エセックス - インペリアル - リーサー - ロヤ - クインビー - ラバナ - テリートン |

## 郡区
フィニー郡は7の郡区に分けられている。ガーデンシティ市は「政治的に独立」と見なされ、下記郡区の数字からは外されている。下表で「人口中心」は最大都市であり、特に大きな数字でなければ、郡区の人口に含まれるものである。
| 郡区 | FIPSコード | 人口中心 | 人口  | 人口密度 /km2 (/sq mi) | 陸地面積 km2 (sq mi) | 水域 km2 (sq mi) | 水域率(%) | 座標                                                                |
| --- | ---------- | -------- | ----- | ---------------------- | -------------------- | ---------------- | --------- | ------------------------------------------------------------------- |
| ガーデンシティ                                                                                          | 25350      |          | 7,400 | 23 (59)                | 327 (126)            | 0 (0)            | 0.11%     | 北緯37度57分39秒 西経100度51分22秒 / 北緯37.96083度 西経100.85611度 |
| ガーフィールド                                                                                          | 25600      |          | 331   | 0 (1)                  | 1,116 (431)          | 1 (0)            | 0.09%     | 北緯38度8分13秒 西経100度26分47秒 / 北緯38.13694度 西経100.44639度  |
| アイバンホー                                                                                            | 34675      |          | 666   | 2 (5)                  | 368 (142)            | 0 (0)            | 0 %       | 北緯37度49分10秒 西経100度51分26秒 / 北緯37.81944度 西経100.85722度 |
| ピアースビル                                                                                            | 55800      |          | 551   | 1 (4)                  | 378 (146)            | 0 (0)            | 0.01%     | 北緯37度53分39秒 西経100度42分56秒 / 北緯37.89417度 西経100.71556度 |
| プレザントバレー                                                                                        | 56550      |          | 139   | 0 (1)                  | 371 (143)            | 0 (0)            | 0 %       | 北緯38度10分40秒 西経100度48分6秒 / 北緯38.17778度 西経100.80167度  |
| シャーロック                                                                                            | 64800      |          | 2,758 | 7 (17)                 | 419 (162)            | 0 (0)            | 0.09%     | 北緯38度0分32秒 西経101度0分8秒 / 北緯38.00889度 西経101.00222度    |
| テリー                                                                                                  | 70225      |          | 227   | 1 (2)                  | 371 (143)            | 0 (0)            | 0.11%     | 北緯38度9分22秒 西経100度59分52秒 / 北緯38.15611度 西経100.99778度  |
| Sources: “Census 2000 U.S. Gazetteer Files”. U.S. Census Bureau, Geography Division. 2012年4月1日閲覧。 |            |          |       |                        |                      |                  |           |                                                                     |

## 教育

### 統一教育学区
- ホルコーム USD 363
- ガーデンシティ USD 457